# Brosimum glaziovii
Brosimum glaziovii  es una especie de árbol del género Brosimum, de la familia Moraceae (que incluye en el género los Ficus y las moreras), de las angiospermas. Es endémica de  Brasil. 

## Distribución
Está amenazada por pérdida de hábitat. Las subpoblaciones están muy restrictas y confinadas a "Serra do Mar".

## Taxonomía
Brosimum glaziovii fue descrita por Paul Hermann Wilhelm Taubert y publicado en Botanische Jahrbücher für Systematik, Pflanzengeschichte und Pflanzengeographie 12 (Beibl. 27): 3. 1890.
Sinonimia
- Alicastrum glaziovii Taub.[4]